# チェリッシュ (パチスロ)
チェリッシュとは、1998年に山佐から発売されたパチスロ機である。

## 概要
- かわいらしい犬と猫をモチーフにしたスロット。ボーナス図柄も7と犬と猫の3種類。
- ボーナス確率などは一般的なAタイプのものと同じである。
- リーチ目は初心者に優しく分かりやすいものとなっている。
- チェリー付きボーナス図柄のはさみ型は全てリーチ目。
- 猫と魚(小役)の一直線並び(例えば猫-魚-猫の一直線)や犬と肉(小役)の一直線並び(例えば肉-犬-犬の一直線)は5ライン全てリーチ目である。(ただし下段一直線に限りガセる可能性がある。)
- 同時期に発売したビッグウエーブがヒットしたこともあり、設置は伸びなかったが、分かりやすいリーチ目で初心者を中心にそれなりにファンもいた。